# Stanisław Pazurkiewicz
Stanisław Walerian Wiktor Pazurkiewicz (ur. 22 maja 1894 w Wojniczu, zm. 5 kwietnia 1964 w Łodzi) – polski pedagog, tłumacz, krytyk literacki, kolekcjoner autografów.

## Życiorys
Był najstarszym z dziesięciorga dzieci Wawrzyńca Pazurkiewicza, właściciela zakładu ogrodniczego w Wojniczu i Julianny z Julianny z Bernackiej.
Ukończył naukę w szkole w Tarnowie, a w 1912 kształcenie w C. K. Gimnazjum w Sanoku, gdzie w tym samym roku zdał egzamin dojrzałości. Następnie podjął studia na polonistyce na Wydziale Filozoficznym Uniwersytetu Jagiellońskiego. Naukę przerwał w związku z wybuchem I wojny światowej i wstąpieniem do I Brygady Legionów Polskich. Na uczelnię powrócił w 1915, kończąc ją w 1917. W 1919 obronił doktorat na podstawie pracy Poczucie przyrody w twórczości Seweryna Goszczyńskiego (1921), napisanej pod opieką naukową Ignacego Chrzanowskiego.
W latach 1917–1918 pracował jako nauczyciel w miejskiej Szkole Handlowej w Radomiu, następnie był polonistą w Gimnazjum im. ks. M. Juściuskiego w Hrubieszowie. W 1919 uzyskał prawo nauczania w szkołach średnich. W latach 1919–1922 nauczał w Państwowym Gimnazjum im. S. Staszica w Hrubieszowie oraz był zastępcą dyrektora szkoły. W 1922 został nauczycielem i kierownikiem biblioteki w Państwowym Gimnazjum im. H. Sienkiewicza w Częstochowie. W latach 1926–1928 nauczał łaciny w Państwowym Gimnazjum im. R. Traugutta w Częstochowie, jednocześnie będąc kierownikiem literackim Spółki Wydawniczej Antoniego Gmachowskiego w Częstochowie. W 1929 zamieszkał w Warszawie, gdzie podjął studia z filologii węgierskiej w Instytucie Węgierskim oraz uczył w warszawskich szkołach: Państwowym Gimnazjum im. Władysława IV oraz Państwowym Gimnazjum im. M. Kryńskiego. W 1930 mianowany profesorem szkoły średniej. Od 1935 uczył również w gimnazjach: im. M. Curie-Skłodowskiej oraz E. Plater w Warszawie.
W dwudziestoleciu międzywojennym zajmował się krytyką literacką – publikował artykuły i recenzje z zakresu literatury współczesnej na łamach czasopism takich jak m.in.: „Dzień Polski”, „Gazeta Polska”, „Goniec Częstochowski” „Kurier Codzienny Częstochowski”, „Kurier Literacko-Naukowy”, „Myśl Narodowa”, „Rocznik Literacki”, „Ruch Literacki”, „Przegląd Ilustrowany”, „Skawa”, „Słowo Polskie”, „Tygodnik Ilustrowany”, „Wiadomości Literackie”, a także na łamach prasy meksykańskiej.
Podczas II wojny światowej przebywał w Warszawie, gdzie w wyniku działań wojennych stracił swój dobytek, w tym rękopisy, opracowania, tłumaczenia, bibliotekę oraz kolekcję autografów. Aresztowany przez władze okupacyjne przebywał na Pawiaku od 10 listopada 1939 do 27 marca 1940. Został zwolniony dzięki zaangażowaniu rodziny i przyjaciół. Następnie przebywał do sierpnia 1940 u matki koło Tarnowa, po czym do października 1945 mieszkał w Piotrkowie Trybunalskim, gdzie organizował tajne nauczanie, a po wyzwoleniu pracował jako zastępca dyrektora i nauczyciel w Państwowym Koedukacyjnym Gimnazjum i Liceum dla Dorosłych. Od października 1945 mieszkał w Łodzi, gdzie początkowo uczył w XIV Liceum dla Dorosłych, a w latach 1948–1954 w XVII Liceum Ogólnokształcącym, a następnie w IV Liceum Ogólnokształcącym dla Dorosłych. W 1961 przeszedł na emeryturę, jednocześnie pracując na pół etatu.
Biegle opanował języki takie jak: angielski, francuski, niemiecki rosyjski, czeski, hiszpański, islandzki, łacina, norweski, węgierski i włoski. Hobbystycznie zajmował się kolekcjonowaniem autografów, na którego potrzeby prowadził korespondencję z ludźmi z całego świata, ze szczególnym uwzględnieniem pisarzy z państw Ameryki Południowej. Kolekcję autografów i księgozbiór przekazał Bibliotece Jagiellońskiej oraz Bibliotece Uniwersytetu Łódzkiego.
W 1958 został odznaczony Krzyżen Kawalerskim Orderu Odrodzenia Polski.
Jego żoną była Stefania z domu Ostrowska. Został pochowany w części rzymskokatolickiej Starego Cmentarza w Łodzi.

## Publikacje
- O celu sztuki (Hrubieszów 1921),
- Współczesna literatura węgierska (Warszawa 1932),
- O liryce patriotycznej Asnyka („Tygodnik Ziemi Sanockiej” 1913 nr 44),
- Pogrzeb Kuby, U mogiły („Ilustrowany Kurier Codzienny” 1915 nr 53, 1916 nr 149).

## Tłumaczenia
- Ferenc Herczeg, „Poganie” (Warszawa 1936, wydanie 2: Budapeszt 1941, wydanie 3: Warszawa 1956),
- Peter Egge „Hanzyna” (Warszawa 1936, wydanie 2: Poznań 1960 pt. „Życie Hanzyny”),
- Pär Lagerkvist, „Barabasz” (niewydane).